# ゴールデンミラー
ゴールデンミラー（Golden Miller、1927年 - 1957年）は、アイルランドで生まれイギリスで調教を受けた競走馬である。1930年代イギリスの障害競走で活躍した。
1932年から1936年にかけてチェルトナムゴールドカップを5連覇し、1934年には12ストーン2ポンド（約77.1キログラム）という重いハンデを背負いながらグランドナショナルまでもレコードで制した。当時はゴールドカップはグランドナショナルの前哨戦と見られていたが、同一年度にこの2つの競走に優勝したのは2018年現在ゴールデンミラーのみであり、両方に優勝したのもレスカルゴとゴールデンミラーだけである。またチェルトナムゴールドカップ5連覇も同レース史上最多記録である。グランドナショナルには1933年、そして1935年、1937年にも挑戦しているが、すべて完走できずに終わった。
6連覇を賭けた1937年のチェルトナムゴールドカップは悪天候のため施行中止、1938年の同レースはモールスコードの2着に敗れている。1939年に引退。その後も大事にされ、30歳まで生きた。

## 血統表
| ゴールデンミラーの血統                  | ゴールデンミラーの血統                | ゴールデンミラーの血統 | （血統表の出典）    | （血統表の出典） |
| 父系                                    | エクリプス系                          | エクリプス系           | エクリプス系        |                  |
| 父 Sire Goldcourt 1913 イギリス         | 父の父Goldminer 1904 イギリス         | Gallinule              | Isonomy             | Isonomy          |
| 父 Sire Goldcourt 1913 イギリス         | 父の父Goldminer 1904 イギリス         | Gallinule              | Moorhen             |                  |
| 父 Sire Goldcourt 1913 イギリス         | 父の父Goldminer 1904 イギリス         | Seek and Find          | Goldseeker          | Goldseeker       |
| 父 Sire Goldcourt 1913 イギリス         | 父の父Goldminer 1904 イギリス         | Seek and Find          | Bide-A-Wee          |                  |
| 父 Sire Goldcourt 1913 イギリス         | 父の母Powerscourt 1892 イギリス       | Atheling               | Sterlin             | Sterlin          |
| 父 Sire Goldcourt 1913 イギリス         | 父の母Powerscourt 1892 イギリス       | Atheling               | King Tom mare       |                  |
| 父 Sire Goldcourt 1913 イギリス         | 父の母Powerscourt 1892 イギリス       | Waterfall              | Arbitrator          | Arbitrator       |
| 父 Sire Goldcourt 1913 イギリス         | 父の母Powerscourt 1892 イギリス       | Waterfall              | Millwheel           |                  |
| 母 Dam Miller's Pride 1909 アイルランド | 母の父Wavelet's Pride 1897 イギリス   | Fernandez              | Sterling            | Sterling         |
| 母 Dam Miller's Pride 1909 アイルランド | 母の父Wavelet's Pride 1897 イギリス   | Fernandez              | Isola Bella         |                  |
| 母 Dam Miller's Pride 1909 アイルランド | 母の父Wavelet's Pride 1897 イギリス   | Wavelet                | Paul Jones          | Paul Jones       |
| 母 Dam Miller's Pride 1909 アイルランド | 母の父Wavelet's Pride 1897 イギリス   | Wavelet                | Wanda               |                  |
| 母 Dam Miller's Pride 1909 アイルランド | 母の母Miller's Daughter 1900 イギリス | Queen's Birthday       | Hagioscope          | Hagioscope       |
| 母 Dam Miller's Pride 1909 アイルランド | 母の母Miller's Daughter 1900 イギリス | Queen's Birthday       | Matilda             |                  |
| 母 Dam Miller's Pride 1909 アイルランド | 母の母Miller's Daughter 1900 イギリス | Allan Water            | Barcaldine          | Barcaldine       |
| 母 Dam Miller's Pride 1909 アイルランド | 母の母Miller's Daughter 1900 イギリス | Allan Water            | Thirlmere           |                  |
| 母系(F-No.)                             | Windermere(FN:16-b)                   | Windermere(FN:16-b)    | Windermere(FN:16-b) |                  |
| 5代内の近親交配                         | Sterling 4×4                          | Sterling 4×4           | Sterling 4×4        |                  |